# Lonely is an Eyesore
Lonely is an Eyesore est une compilation musicale du label 4AD. Sortie en juin 1987, elle présente des artistes signés sur le label dans les années 1980.

## Présentation
Tous les morceaux sont enregistrés pendant la période précédant immédiatement la sortie (1985-1987), exclusivement pour cette compilation, à l'exception de Frontier du groupe Dead Can Dance, qui est une démo de 1984.
Le titre de l'album vient des paroles du morceau Fish de Throwing Muses, le groupe le plus récemment signé sur le label à cette époque.
La version originale était disponible sur vinyle LP, CD et cassette. Un clip vidéo d'accompagnement a également été publié.
Une édition limitée, en boîte en bois, contenait les trois formats audio, la vidéo et des gravures.

## Liste des titres
| 1.    | Hot Doggie           | Colourbox          | 2:57 |
| 2.    | Acid, Bitter and Sad | This Mortal Coil   | 5:27 |
| 3.    | Cut the Tree         | The Wolfgang Press | 5:35 |
| 4.    | Fish                 | Throwing Muses     | 4:29 |
| 5.    | Frontier             | Dead Can Dance     | 2:58 |
| 6.    | Crushed              | Cocteau Twins      | 3:17 |
| 7.    | No Motion            | Dif Juz            | 4:49 |
| 8.    | Muscoviet Musquito   | Clan of Xymox      | 4:03 |
| 9.    | The Protagonist      | Dead Can Dance     | 8:48 |
| 42:23 |                      |                    |      |